# Eishockey-Europapokal 1970/71
Der Eishockey-Europapokal in der Saison 1970/71 war die sechste Austragung des gleichnamigen Wettbewerbs durch die Internationale Eishockey-Föderation IIHF. Der Wettbewerb begann im Oktober 1970; das Finale wurde im September 1971 ausgespielt. Insgesamt nahmen 16 Mannschaften teil. Der ZSKA Moskau verteidigte zum zweiten Mal in Folge den Titel.

## Modus und Teilnehmer
Die Landesmeister des Spieljahres 1969/70 der europäischen Mitglieder der IIHF waren für den Wettbewerb qualifiziert. Der Wettbewerb wurde im K.-o.-System in Hin- und Rückspiel ausgetragen. Der Titelverteidiger ZSKA Moskau sowie der tschechoslowakische Meister ASD Dukla Jihlava waren dabei für das Halbfinale gesetzt.
| - SG Cortina d’Ampezzo - EC Klagenfurter AC - HIFK Helsinki - KSF Kopenhagen - EV Landshut - Chamonix Hockey Club - Vålerenga IF Oslo - Dosza Újpest Budapest | - Krakra Pernik - GKS Katowice - HK Jesenice - SG Dynamo Weißwasser - Brynäs IF Gävle (gesetzt für die 2. Runde) - HC La Chaux-de-Fonds (gesetzt für die 2. Runde) - ASD Dukla Jihlava (gesetzt für das Halbfinale) - ZSKA Moskau (Titelverteidiger; gesetzt für das Halbfinale) |

## Turnier

### 1. Runde
Die Spiele fanden im Oktober 1970 statt.
|                      |                       | Gesamt | 1. Spiel | 2. Spiel |
| -------------------- | --------------------- | ------ | -------- | -------- |
| HIFK Helsinki        | GKS Katowice          | 8:2    | 4:2      | 4:0      |
| Chamonix Hockey Club | EC Klagenfurter AC    | 4:11   | 3:5      | 1:6      |
| KSF Kopenhagen       | Dosza Újpest Budapest | 4:11   | 3:7      | 1:5      |
| Vålerenga IF Oslo    | SG Dynamo Weißwasser  | 4:12   | 2:5      | 2:7      |
| HK Jesenice          | Krakra Pernik         | 23:5   | 13:3     | 10:2     |
| SG Cortina d’Ampezzo | EV Landshut           | 5:91   | 3:4      | 2:5      |

1 Der EV Landshut wurde wegen des Einsatzes zweier nicht spielberechtigter tschechoslowakischer Spieler nachträglich disqualifiziert.
Ein Freilos für die erste Runde erhielten  Brynäs IF Gävle und der  HC La Chaux-de-Fonds.

### 2. Runde
Die Spiele fanden im November und Dezember 1970 statt.
|                       |                      | Gesamt | 1. Spiel | 2. Spiel              |
| --------------------- | -------------------- | ------ | -------- | --------------------- |
| HK Jesenice           | SG Dynamo Weißwasser | 5:12   | 2:5      | 3:7                   |
| HIFK Helsinki         | Brynäs IF Gävle      | 6:11   | 4:4      | 2:7                   |
| Dosza Újpest Budapest | SG Cortina d’Ampezzo | 8:9    | 3:1      | 5:7 n. V. → 1:3 n. P. |
| HC La Chaux-de-Fonds  | EC Klagenfurter AC   | 2:4    | 1:2      | 1:2                   |

### 3. Runde
Die Spiele fanden im Dezember 1970 und Januar 1971 statt.
|                      |                    | Gesamt | 1. Spiel | 2. Spiel |
| -------------------- | ------------------ | ------ | -------- | -------- |
| SG Cortina d’Ampezzo | EC Klagenfurter AC | 6:4    | 6:1      | 0:3      |
| SG Dynamo Weißwasser | Brynäs IF Gävle    | 8:17   | 3:5      | 5:12     |

| 17. Dezember 1970 18:00 Uhr | SG Dynamo Weißwasser Peter Domko (23.) Rolf Bielas (26.) Peter Domko (45.) | 3:5 (0:2, 2:1, 1:2) Spielbericht | Brynäs IF Gävle Håkan Wickberg (15.) Hans Lindberg (15.) Per Lyck (23.) Håkan Wickberg (54., 55.) | Wilhelm-Pieck-Eisstadion, Weißwasser/O.L. |

| 20. Dezember 1970 | Brynäs IF Gävle | 12:5 (6:1, 3:2, 3:2) | SG Dynamo Weißwasser | Gävle |

### Halbfinale
Der Titelverteidiger ZSKA Moskau und der tschechoslowakische Meister ASD Dukla Jihlava waren für das Halbfinale gesetzt. Brynäs IF und SG Cortina hatten in beiden Spielen Heimrecht. Die Spiele in Gävle fanden am 17. und 19. Februar 1971 statt, die Spiele in Cortina d’Ampezzo am 6. und 8. August 1971.
|                      |                   | Gesamt | 1. Spiel | 2. Spiel |
| -------------------- | ----------------- | ------ | -------- | -------- |
| Brynäs IF Gävle      | ZSKA Moskau       | 6:12   | 2:6      | 4:6      |
| SG Cortina d’Ampezzo | ASD Dukla Jihlava | 6:11   | 4:6      | 2:5      |

### Finale
| 1. September 1971 | ZSKA Moskau W. Charlamow (16.) W. Wikulow (32.) W. Kuskin (33.) A. Gussew (43.) A. Firsow (43.) A. Gussew (51.) W. Petrow (54.) | 7:0 (1:0, 2:0, 4:0) | ASD Dukla Jihlava | Lenin-Sportpalast, Moskau Zuschauer: 15.000 |

| 4. September 1971 | ASD Dukla Jihlava J. Klapáč (18.) P. Adamík (28.) J. Suchý (59.) | 3:3 (1:1, 1:0, 1:2) | ZSKA Moskau J. Blinow (1.) B. Michailow (46.) W. Wikulow (49.) | Zimní stadion, Jihlava Zuschauer: 5.000 |

## Siegermannschaft
| Europapokalsieger ZSKA Moskau | Torhüter: Wladislaw Tretjak Verteidiger: Sergei Gluchow, Alexander Gussew, Wiktor Kuskin, Wladimir Luttschenko, Alexander Ragulin, Igor Romischewski, Gennadi Zygankow Angreifer: Juri Blinow, Waleri Charlamow, Anatoli Firsow, Sergei Glasow, Sergei Kotow, Boris Michailow, Jewgeni Mischakow, Juri Moissejew, Wladimir Petrow, Wladimir Trunow, Wladimir Wikulow Trainerstab: Anatoli Tarassow, Konstantin Loktew |